# トウカイスミレ
トウカイスミレ（東海菫、学名：Viola tokaiensis）はスミレ科スミレ属の多年草。
静岡県の植物研究家の杉本順一 (1962) が、ヒメミヤマスミレ Viola boissieuana Makino var. boissieuana の東海型を、和名「トウカイスミレ」、学名 Viola tokaiensis Sugim. を提案し、「伊豆の植物 p.54-55」に掲載したが、正式な記載がされず、長い間裸名であった。2023年、山田直樹およびいがりまさしは、杉本順一 (1962) が提案した和名と種小名（種形容語）を生かした形で新種として記載発表した。

## 特徴
多年草で無茎の種。根茎は短く、太さ3-7ミリメートル、地下茎はない。根は多く、白く細長く、斜めに伸びる。葉は根出葉で、ロゼット状になり、葉柄がある。花期の葉は、葉柄が長さ15-26ミリメートル、淡い緑色または紫褐色、先端に軟毛と微毛が生える。托葉は葉柄の基部で合着し、膜質で狭い三角形になり、先がとがり、縁は歯状に切れ込む。葉身は、幅広い卵心形で、長さ7.5-14.5ミリメートル、幅6-14ミリメートル、先端はやや鋭形、基部は心形、縁は両側に7-12個の鈍鋸歯があり、両面とも緑色、裏面はやや薄色で紫色を帯びることはない。表面にはまばらに軟毛が生え、裏面は葉脈に沿って基部近くまで軟毛が生える。花後の夏期の葉は、葉柄が長さ25-52ミリメートル、葉身は広い卵形で長さ26-36ミリメートル、幅14-29ミリメートルになる。
花期は5月-6月上旬。花茎は葉と同時に展開し、高さ27-37ミリメートルになり、紫色を帯びた淡緑色で、一対の線形の苞葉がつく。萼は緑色、萼片は披針形で、付属体が大きく、ふつう付属体の先端に2歯がある。花は淡紅紫色、径10-12ミリメートル、花弁の先端は丸みを帯び、唇弁と側弁の基部の内面のみに濃い紫色の条がある。上弁は反り返り、側弁の基部は無毛かまばらに毛が生え、唇弁は斜上する。雄蕊は5個、葯は濃黄色。花柱は白色で円柱形、花柱上部は横に広がらず、柱頭はほとんど突き出ない。距は嚢状で長さ2-3ミリメートルになり、紫色になる。閉鎖花の蒴果は楕円体で、長さ5-6ミリメートル、厚さ3-4ミリメートル、先端はとがり、黄緑色の斑点のある紫褐色になる。種子は淡黄褐色で、長さ4ミリメートル、径0.9ミリメートルになる。

## 分布と生育環境
本州の関東地方以西の太平洋側（神奈川県、山梨県、静岡県、長野県、愛知県、奈良県、和歌山県）と四国（徳島県、高知県、愛媛県）に分布し、標高800-1700メートルのブナ帯林の林床に生育する。

## 名前の由来
和名トウカイスミレは「東海菫」の意。トウカイスミレと混同されていたヒメミヤマスミレ Viola boissieuana var. boissieuana について、東海型のヒメミヤマスミレと西日本型のヒメミヤマスミレとの違いについて言及したのは長沢光男 (1958) であるが、杉本順一 (1960) は前者を「トウカイミヤマスミレ」と仮称し、杉本 (1962) はそれを和名「トウカイスミレ」として「伊豆の植物 p.54-55」に掲載したが、正式な記載には至らなかった。「日本のスミレ」の著者橋本保 (1967) は同著で杉本 (1962) が提案した Viola tokaiensis をヒメミヤマスミレの異名としたことから、杉本は橋本の扱いに従い、それ以降、本種の研究は中止したという。
種小名（種形容語）tokaiensis も杉本 (1962) による提案であったが、長い間正式に記載されずにいた。この杉本による Viola tokaiensis Sugim. は、1962年以来裸名であったが、裸名のまま「野草大図鑑（北隆館）」（高橋秀男1990）、「増補改訂 日本のスミレ-山溪ハンディ図鑑6（山と溪谷社）」（いがりまさし 2004）、「スミレハンドブック（文一総合出版）」（山田隆彦 2010）、「改訂新版 日本の野生植物 3（平凡社）」（門田裕一 2016）の他、「長野県植物誌」(1990)、「神奈川県植物誌」(2018)、「岐阜県植物誌」(2019) などの都道府県の植物誌で独立種として扱われた。植物和名－学名インデックス YList (米倉浩司 2019) においても、トウカイスミレ Viola tokaiensis Sugim., nom. nud.と、裸名とされながら独立種とされている。山田直樹およびいがりまさし (2023) は、杉本 (1962) が提案した種小名 tokaiensis を生かし、新たに愛知県北設楽郡豊根村の茶臼山で採集されたものをタイプ標本として指定し、新種記載を行った。

## 混同されていたヒメミヤマスミレとの違い
本種とヒメミヤマスミレの形態的な区別点として、本種は、葉身が卵心形から広卵形、先は鈍形で基部は心形、縁は鈍鋸歯になり、萼の付属体がしばしば大きく2 裂し、花弁内面の脈を除いた色は淡紅紫色、花柱は円柱形、花柱上部は横に広がらず、柱頭はほとんど突き出ない。一方、ヒメミヤマスミレは、葉身が広三角状卵形から狭三角状卵形、先は鋭形で基部は深い心形、縁は波状の粗い鋸歯になり、萼の付属体が全縁で、花弁内面の脈を除いた色は白色、花柱はカマキリの頭形、花柱上部は両翼が左右に張り出し、柱頭は前向きに突き出る点が挙げられる。また、生態的な区別点として、本種はブナ林などの夏緑林の林床に生育し、林床が明るいうちに葉と花を展開する。一方、ヒメミヤマスミレは常緑樹林の暗い林床に生育し、葉が先に展開し、花は後で咲く。両種が同じ山系で見られる静岡県と愛知県の県境付近、四国東部では、生育する標高が異なり、垂直方向でのすみ分けが認められ、開花時期もトウカイスミレが7-10日ほど早い。

## ギャラリー

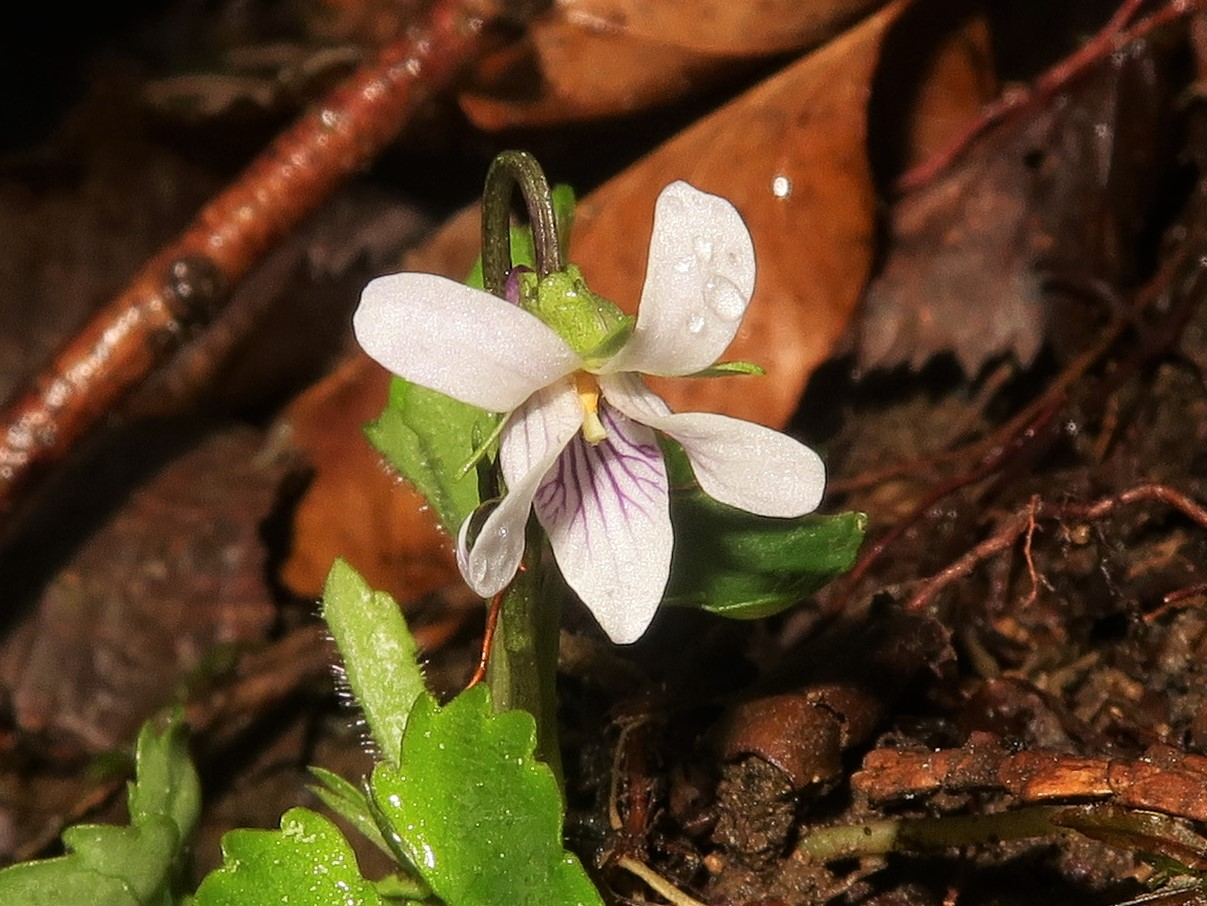
花は淡紅紫色、花弁の先端は丸みを帯び、唇弁と側弁の基部の内面のみに濃い紫色の条がある。
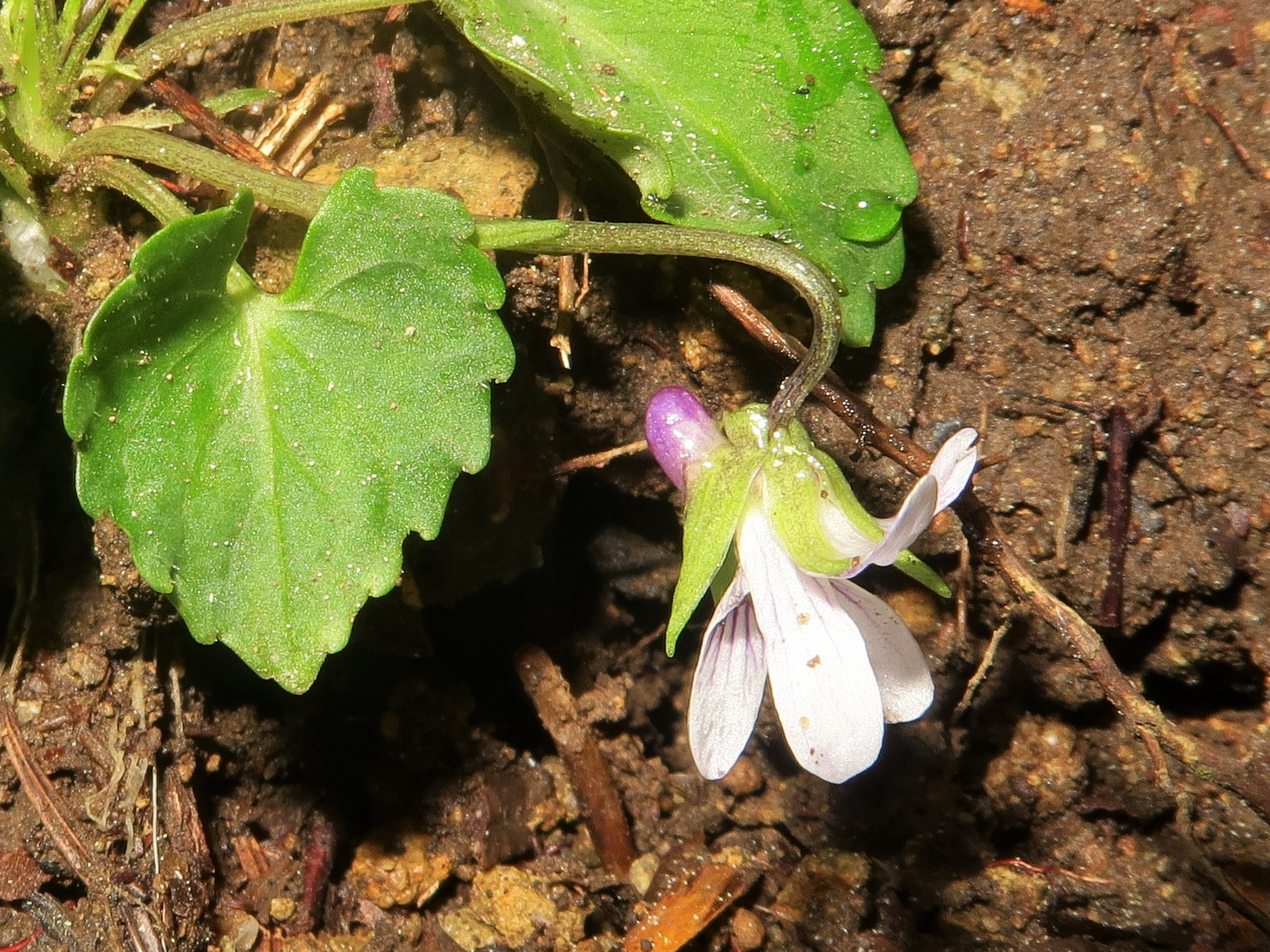
萼は緑色、萼片は披針形で、付属体が大きく、ふつう付属体の先端に2歯がある。距は嚢状で紫色になる。
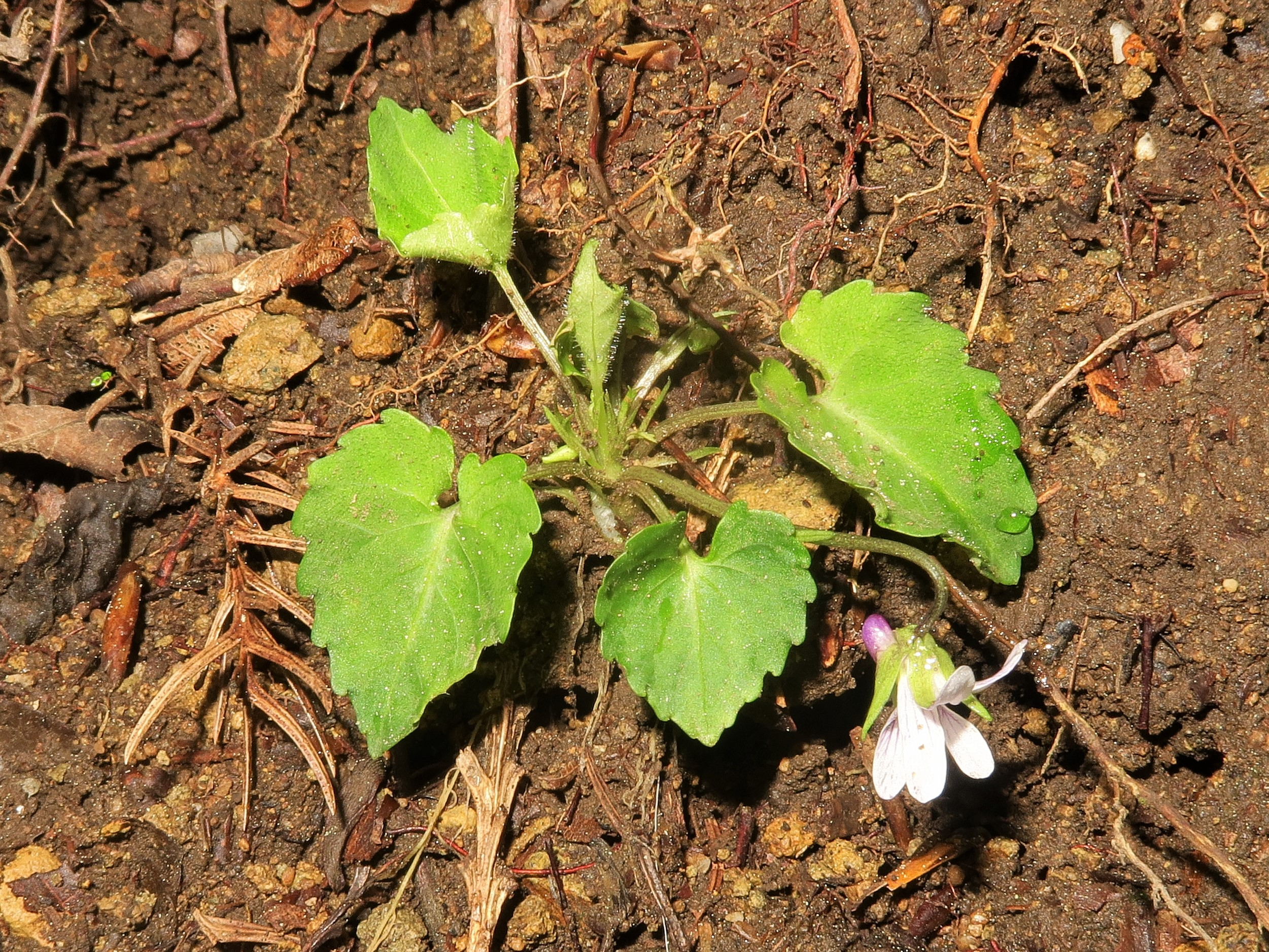
葉はロゼット状になり、葉身は、幅広い卵心形で、先端はやや鋭形、基部は心形、縁は両側に7-12個の鈍鋸歯がある。